# Ius prohibendi
Das ius prohibendi war das Verbietungsrecht der Volkstribune in der Zeit der römischen Republik. 
Hervorgegangen war das Recht aus der potestas auxilii ferendi, einem organisierten Selbsthilferecht des Volkes, das bereits in prädecemviraler Zeit bestand, also vor Erlass des Zwölftafelgesetzes. Gebrauch gemacht wurde von ihm im Wege der Interzession gegen vollzogenes oder zumindest unmittelbar drohendes magistratisches Handeln. Zum Zwecke der Erzielung präventiven Schutzes wandelte sich das Recht auch in ein Abwehrrecht, gründend auf dem gesellschaftlichen Bewusstsein, dass Interzessionsrechte des Tribunats der Magistratur gegenüber maior potestas zukamen. Diese übergeordnete Gewalt verdankte das Tribunat Hoheitsbefugnissen, die aus ihrer Sakrosanktität herrührten.
Ciceros Begriff des Abwehrrechts zielt zudem auf ein ius impediendi ab, ein Verhinderungsrecht, das es abzugrenzen gilt. Den Begriff „prohibere“ benutzt er auch im Zusammenhang mit dem „tribunizischen Veto“ gegen Rogationen beziehungsweise Einsprüche gegen Senatsbeschlüsse. In beiden Fällen folgt daraus, dass die Maßnahmen unmittelbar wirkungslos sind. Die tribunicia potestas bewirkt nämlich, dass eine lex oder ein Plebiszit schon gar nicht zustande kommt und im anderen Fall, dass der Senatsbeschluss inhaltlich verpufft. In keinem der beiden Fälle ist das ius prohibendi im Sinne der Untersagung einer noch gar nicht begonnenen Amtshandlung gemeint.
Von ihrem Verbietungsrecht machten die Tribune Gebrauch, wenn sie bereits die Relation an den Senat untersagten oder Konsuln die Wünsche abgeschlugen, so etwa bei Triumphanliegen. Cicero traf das Abwehrrecht selbst einmal, als er Ende 63 v. Chr. daran gehindert wurde, im Rahmen einer contio dem Volk Bericht über sein Konsulat zu erstatten.